# Boireau déménage
Boireau déménage è un cortometraggio del 1906 diretto da Georges Hatot.

## Trama
Arrivano degli uomini per portare via i mobili dalla casa di Boireau, i nuovi inquilini si stabiliscono nell'abitazione e la sua stanza adesso è occupata da una ragazza. Boireau girando per le strade si ferma per bere da molti commercianti di vino, la sera un po' ubriaco torna nella sua ex casa e va a letto. La ragazza spaventata chiama i suoi genitori che chiamano la polizia i quali scacciano Boireau. Una volta ritrovatosi per strada si sdraia e si addormenta.

## Fonti[1]
- Henri Bousquet: Soggetto nel Supplemento dell'agosto 1906
- Susan Dalton: Fratelli Pathé: I film di Pathé produzione (1896-1914), Volume 1, pag. 141
- Film dei fratelli Pathé. Parigi: Pathé, 1907, p 076
- Henri Bousquet, Catalogo Pathé degli anni 1896-1914
- Bures-sur-Yvette, Edizioni Henri Bousquet, 1994-2004

## Proiezioni[1]
1. Festival Phono-Ciné-Gazette, Sala Trocadero, Parigi, 13.5.1906